# Plotheia subgriseovirens
Plotheia subgriseovirens är en fjärilsart som beskrevs av Embrik Strand 1917. Plotheia subgriseovirens ingår i släktet Plotheia och familjen trågspinnare. Inga underarter finns listade i Catalogue of Life.